# توني هاريس (لاعب كرة سلة)
توني هاريس (18 نوفمبر 1970 في الولايات المتحدة - 9 نوفمبر 2007) (بالإنجليزية: Tony Harris)‏ هو لاعب كرة سلة أمريكي في مركز هجوم خلفي. لعب مع Washington State Cougars men's basketball ‏.

## وصلات خارجية
- توني هاريس (لاعب كرة سلة) على موقع كلية كرة السلة في سبورتس رفرنس.كوم (الإنجليزية)